# Ulrichshausen
Ulrichshausen ist ein Gemeindeteil der Gemeinde Wörnitz im Landkreis Ansbach (Mittelfranken, Bayern). Ulrichshausen liegt in der Gemarkung Wörnitz.

## Geografie
Das Dorf liegt an der Wörnitz. Das Dorf Großulrichshausen lag links der Wörnitz, der Weiler Kleinulrichshausen rechts der Wörnitz. Im Osten befindet sich der Ulrichshausener Berg (529 m ü. NHN), der eine Erhebung der Sulzachrandhöhen ist, die wiederum einen Abschnitt der Frankenhöhe darstellen.
Die Kreisstraße AN 4 führt nach Waldhausen (1,7 km südlich) bzw. die Staatsstraße 2419 kreuzend nach Dombühl (2,5 km nordwestlich). Eine Gemeindeverbindungsstraße führt zur Kreisstraße AN 5 (1,3 km westlich) zwischen Bösennördlingen (0,8 km nördlich) und Mühlen (1,4 km südlich). Von dieser Gemeindeverbindungsstraße zweigt 0,1 km nördlich eine Gemeindeverbindungsstraße ab, die nach Morrieden zur AN 5 führt (1,2 km nördlich).

## Geschichte
1802 gab es im Ort neun Haushalte, die alle der Reichsstadt Rothenburg untertan waren.
Mit dem Gemeindeedikt (frühes 19. Jahrhundert) wurden Groß- und Kleinulrichshausen dem Steuerdistrikt und der Ruralgemeinde Wörnitz zugewiesen.

### Einwohnerentwicklung
Einwohner
| Jahr               | 001818 | 001840 | 001861 | 001871 | 001885 | 001900 | 001925 | 001950 | 001961 | 001970 | 001987 |
| Großulrichshausen  | 55     | 60     |        | 52     | 51     | 48     | 54     | 60     | 37     | 41     |        |
| Kleinulrichshausen | 27     | 21     |        | 24     | 32     | 23     | 19     | 17     | 29     | 31     |        |
| Gesamt             | 82     | 81     | 86     | 76     | 83     | 71     | 63     | 77     | 66     | 72     | 60     |

Wohngebäude
| Jahr               | 001818 | 001840 | 001861 | 001871 | 001885 | 001900 | 001925 | 001950 | 001961 | 001970 | 001987 |
| Großulrichshausen  | 10     | 10     |        |        | 8      | 9      | 9      | 9      | 9      |        |        |
| Kleinulrichshausen | 4      | 3      |        |        | 3      | 3      | 3      | 3      | 5      |        |        |
| Gesamt             | 14     | 13     |        |        | 11     | 12     | 12     | 12     | 14     |        | 14     |
| Quelle             | [ 7 ]  | [ 8 ]  | [ 9 ]  | [ 10 ] | [ 11 ] | [ 12 ] | [ 13 ] | [ 14 ] | [ 15 ] | [ 16 ] | [ 1 ]  |

## Religion
Der Ort ist seit der Reformation evangelisch-lutherisch geprägt und bis heute nach St. Martin (Wörnitz) gepfarrt. Die Einwohner römisch-katholischer Konfession sind nach Kreuzerhöhung (Schillingsfürst) gepfarrt.